# Fagraskógarfjall
Der Fagraskógarfjall ist ein Berg im Westen von Island, auf dem Gemeindegebiet von Borgarbyggð.

## Name
Der Name des Berges bedeutet auf Deutsch Schöner-Wald-Berg. Die Gegend ist heutzutage kaum mehr bewaldet. Der Name deutet daher wie viele andere auf die zahlreicheren Wälder Islands zur Zeit der Besiedelung im 9. und 10. Jahrhundert hin.

## Lage
Der Berg liegt am Eingang zum Hnappadalur, einer heutzutage vom Zentralvulkan der Ljósufjöll beherrschten Gegend. Wenn man von Borgarnes auf der Nationalstraße 54 auf die Halbinsel Snæfellsnes hinausfährt, hält man streckenweise direkt auf den Berg zu.

## Geologie
Fagraskógarfjall besteht aus tertiären Basaltlagen.

## Grettisbæli
Am südöstlichen Ende des Fagraskógarfjall ragt ein kleinerer Berg aus ihm heraus. Dieser ist aus ganz anderem Gestein, nämlich aus Palagonit, aufgebaut und wird Grettisbæli genannt.
Einer der wichtigsten Sagahelden Islands, Grettir Ásmundarsson, zugleich ein Geächteter, soll dort der Saga nach einige Zeit in einem – wegen besserer Deckung – grauen Zelt genächtigt und von dort aus die Höfe der Umgebung unsicher gemacht haben.